# Kalinić
Kalinić je naselje u Republici Hrvatskoj u Požeško-slavonskoj županiji, u sastavu grada Pleternice.

## Zemljopis
Kalinić je smješten oko 6 km istočno od Pleternice,  susjedna naselja su Pleternički Mihaljevci i Tulnik na sjeveru, Buk na zapadu te Djedina Rijeka na istoku .

## Stanovništvo
Prema popisu stanovništva iz 2011. godine Kalinić je imao 59 stanovnika.
| broj stanovnika | 46    | 56    | 69    | 83    | 82    | 89    | 112   | 110   | 114   | 114   | 106   | 97    | 96    | 93    | 88    | 59    | 62    |
|                 | 1857. | 1869. | 1880. | 1890. | 1900. | 1910. | 1921. | 1931. | 1948. | 1953. | 1961. | 1971. | 1981. | 1991. | 2001. | 2011. | 2021. |

- Napomena Kalinić se do 1991. iskaziva pod imenom Kalenić.